# Georgie Fame
Georgie Fame (nacido como Clive Powell el de 26 de junio de 1943 en Leigh cerca de Mánchester en Inglaterra) es un músico británico de rhythm and blues y jazz, cantante conocido principalmente por ser un virtuoso de los teclados, destacando ente ellos el órgano Hammond.

## Carrera
A los dieciséis años llegó a un acuerdo de representación con Larry Parnes, quien ya había descubierto otros artistas tales como Marty Wilde y Billy Fury. Fame fue pianista en una banda llamada The Blue Flames, que luego se llamó "Georgie Fame and the Blue Flames". La banda tuvo un gran éxito con el rhythm and blues. Uno de los músicos que actuó con Fame el 26 de diciembre de 1966 durante tres semanas en el "Fame in ’67 Show" en el londinense teatro Saville fue Cat Stevens, que en aquel momento solo había publicado su primer éxito, "I Love My Dog".
El mayor éxito de Fame fue "The Ballad of Bonnie and Clyde" en 1968, que fue número uno en el Reino Unido, y número 7 en Estados Unidos; tuvo también otro número uno en el Reino Unido en 1965 con "Yeh Yeh" y "Getaway" en 1966.
Fame continuó tocando en los años setenta, teniendo un éxito con "Rosetta", en 1971. He sufrió un poco de mala prensa por ser condenado por posesión de drogas.
Georgie Fame grabó "Rosetta" con un amigo íntimo, Alan Price, ex-teclista de The Animals, y trabajaron juntos por un tiempo. También estuvo de gira como uno de los The Rhythm Kings, con su amigo, Bill Wyman, tocando el bajo.
Desde primeros de los ochenta hasta 1997 con el álbum The Healing Game, Fame fue miembro de la banda de Van Morrison, así como su productor musical, tocando los teclados y cantando en temas como "In the Days before Rock 'n' Roll". En esta época también hizo giras con su propio nombre.
Fame ha tocado con frecuencia en clubs de jazz de modo residente, tal como en el Ronnie Scott's. También ha tocado el órgano en el álbum Starclub's.
Georgie Fame and the Blue Flames fueron los únicos que actuaron invitados por el sello Motown en el Reino Unido cuando esta empresa hizo una visita a mediados de los años sesenta.
Fame también ha colaborado con algunos de los músicos más exitosos del mundo. Tocó el órgano en todos los discos de Van Morrison publicados entre 1989 y 1997. También hizo de director musical y de protagonista en la fiesta del 60 cumpleaños de Terry Dillon el 10 de mayo de 2008. Fame también fue miembro fundador de la banda de Bill Wyman The Rhythm Kings y también ha trabajado con Count Basie, Alan Price, Gene Vincent, Eddie Cochran, Eric Clapton, Muddy Waters, Joan Armatrading y la banda The Verve.

## Radio Caroline
Según Ronan O'Rahilly, Fame obtuvo un lugar en la historia de la radiodifusión. Cuando O'Rahilly que por entonces era su mánager, no consiguió que la BBC emitiera su primera grabación. Cuando también fue rechazado por Radio Luxembourg, O'Rahilly anunció que él crearía su propia emisora de radio con el fin de promocionar la grabación de Georgie Fame. La nueva emisora llegó a ser la emisora pirata Radio Caroline que emitían desde un barco frente a las costas de Inglaterra.

## Vida personal
En 1972, Fame se casó con Nicolette, Marquesa de Londonderry, anteriormente esposa del noveno marqués de Londonderry. Lady Londonderry, nacida Nicolette Harrison, ya había dado a luz a uno de los hijos de Fame durante el matrimonio con el marqués; el niño, Tristan, llevó el título de Vizconde de Castlereagh y se pensaba que iba a heredar el marquesado. Cuando las pruebas determinaron que el niño era de Georgie Fame, el marqués se divorció. La pareja tuvo un hijo después del matrimonio, James. Nicolette Fame murió el 13 de agosto de 1993 después de saltar desde el Puente colgante de Clifton en Bristol.

## Discografía

### Éxitos en discos sencillos
- "Do the Dog" (1963)
- "Green Onions" (1964)
- "Bend a Little" (1964)
- "Yeh Yeh" (1964)
- "In the Meantime" (1965)
- "Like We Used to Be" (1965)
- "Something" (1965)
- "Get Away" (1966)
- "Sunny" (1966)
- "Sitting in the Park" (1966)
- "Because I Love You" (1967)
- "Try My World" (1967)
- "The Ballad of Bonnie and Clyde" (1968)
- "Peaceful" (1968)
- "Seventh Son" (1969)
- "Rosetta" (1971)

### Álbumes
- Rhythm and Blues at the Flamingo  (1964)
- Fame at Last! (1965)
- Sweet Things (1966)
- The Two Faces of Fame (1967)
- The Third Face of Fame (1968)
- Seventh Son (1969)
- Georgie Does His Thing with Strings (1970)
- Fame and Price, Price and Fame: Together! (1971)
- All Me Own Work (1972)
- Georgie Fame (1973)
- Going Home (1974)
- Right Now (1979)
- Closing the Gap (1980)
- In Hoagland (1981)
- No Worries (1988)
- Cool Cat Blues (1989)
- Three Line Whip (1994)
- The Blues and Me (1996)
- Name Droppin': Live at Ronnie Scott's, Vol. 1 (1997)
- Walkin' Wounded: Live at Ronnie Scott's, Vol. 2 (1998)
- Poet in New York (2000)
- Charleston (2007)

### Recopilaciones
- Sound Venture (1966)
- Hall of Fame (1967)
- Fame Again (1979)
- On the Right Track: Beat, Ballad and Blues (1992)
- The Very Best of Georgie Fame and the Blue Flames (1998)
- Funny How Time Slips Away (2001)
- Somebody Stole My Thunder: 1967-1971 (2007)